# Oman na Letnich Igrzyskach Olimpijskich 1988
Oman na Letnich Igrzyskach Olimpijskich 1988 reprezentowało ośmiu zawodników (sami mężczyźni). Był to drugi start reprezentacji Omanu na letnich igrzyskach olimpijskich.

## Skład kadry

### Boks

#### Mężczyźni
| Zawodnik                   | Konkurencja          | 1/32 finału                                    | 1/16 finału                                   | 1/8 finału       | 1/4 finału       | 1/2 finału       | Finał            | Pozycja  | Źródło |
| Zawodnik                   | Konkurencja          | Przeciwnik Wynik                               | Przeciwnik Wynik                              | Przeciwnik Wynik | Przeciwnik Wynik | Przeciwnik Wynik | Przeciwnik Wynik | Pozycja  | Źródło |
| -------------------------- | -------------------- | ---------------------------------------------- | --------------------------------------------- | ---------------- | ---------------- | ---------------- | ---------------- | -------- | ------ |
| Handhal Mohamed Al-Harithy | Waga lekkopółśrednia | Lars Myrberg Porażka – TKO w 1. rundzie (2:30) | NQ                                            | NQ               | NQ               | NQ               | NQ               | 32.- 45. | [ 1 ]  |
| Abdullah Salim Al-Barwani  | Waga półśrednia      | BYE                                            | Darren Obah Porażka – TKO w 3. rundzie (1:23) | NQ               | NQ               | NQ               | NQ               | 17.- 32. | [ 2 ]  |

### Lekkoatletyka

#### Konkurencje biegowe

##### Mężczyźni
| Zawodnik                                                                              | Konkurencja        | Eliminacje | Eliminacje | Ćwierćfinały | Ćwierćfinały | Półfinały | Półfinały | Finał   | Finał   | Źródło |
| Zawodnik                                                                              | Konkurencja        | Czas       | Pozycja    | Czas         | Pozycja      | Czas      | Pozycja   | Czas    | Pozycja | Źródło |
| ------------------------------------------------------------------------------------- | ------------------ | ---------- | ---------- | ------------ | ------------ | --------- | --------- | ------- | ------- | ------ |
| Abdullah Salem Al-Khalidi                                                             | Bieg na 100 m      | 10.90      | 4.         | NQ           | NQ           | NQ        | NQ        | NQ      | NQ      | [ 3 ]  |
| Abdullah Salem Al-Khalidi                                                             | Bieg na 200 m      | 21.82      | 6.         | NQ           | NQ           | NQ        | NQ        | NQ      | NQ      | [ 4 ]  |
| Mohamed Al-Malky                                                                      | Bieg na 400 m      | 46.79      | 1. (Q)     | 45.02        | 3. (Q)       | 44.69     | 3. (Q)    | 45.03   | 8.      | [ 5 ]  |
| Sulaiman Juma Al-Habsi                                                                | Bieg na 400 m      | 48.30      | 5.         | NQ           | NQ           | NQ        | NQ        | NQ      | NQ      | [ 5 ]  |
| Mansour Al-Baloushi                                                                   | Bieg na 800 m      | 1:51.03    | 7.         | NQ           | NQ           | NQ        | NQ        | NQ      | NQ      | [ 6 ]  |
| Awadh Al-Sameer                                                                       | Maraton            | —          | —          | —            | —            | —         | —         | 2:46:59 | 83.     | [ 7 ]  |
| Sulaiman Juma Al-Habsi Mohamed Al-Malky Abdullah Salem Al-Khalidi Mansour Al-Baloushi | Sztafeta 4 × 400 m | 3:12.89    | 7.         | —            | —            | NQ        | NQ        | NQ      | NQ      | [ 8 ]  |

### Strzelectwo

#### Mężczyźni
| Zawodnik               | Konkurencja               | Eliminacje | Eliminacje | Finał  | Finał        | Finał   | Źródło |
| Zawodnik               | Konkurencja               | Punkty     | Pozycja    | Punkty | Suma punktów | Pozycja | Źródło |
| ---------------------- | ------------------------- | ---------- | ---------- | ------ | ------------ | ------- | ------ |
| Abdul Latif Al-Bulushi | Karabin pneumatyczny 10 m | 587 pkt    | 17.        | NQ     | NQ           | NQ      | [ 9 ]  |